# Komjatice
Komjatice és un poble i municipi d'Eslovàquia que es troba a la regió de Nitra, al sud-oest del país. Compta amb una població de 4.230 habitants (2022).

## Història
La primera menció escrita de la vila es remunta al 1256.

## Demografia
| Godina             | 1994 | 2004   | 2014   | 2024   |
| ------------------ | ---- | ------ | ------ | ------ |
| Nombre de persones | 4048 | 4260   | 4304   | 4210   |
| Diferència         |      | +5,23% | +1,03% | −2,18% |

| Godina             | 2023 | 2024   |
| ------------------ | ---- | ------ |
| Nombre de persones | 4197 | 4210   |
| Diferència         |      | +0,30% |

## Galeria d'imatges

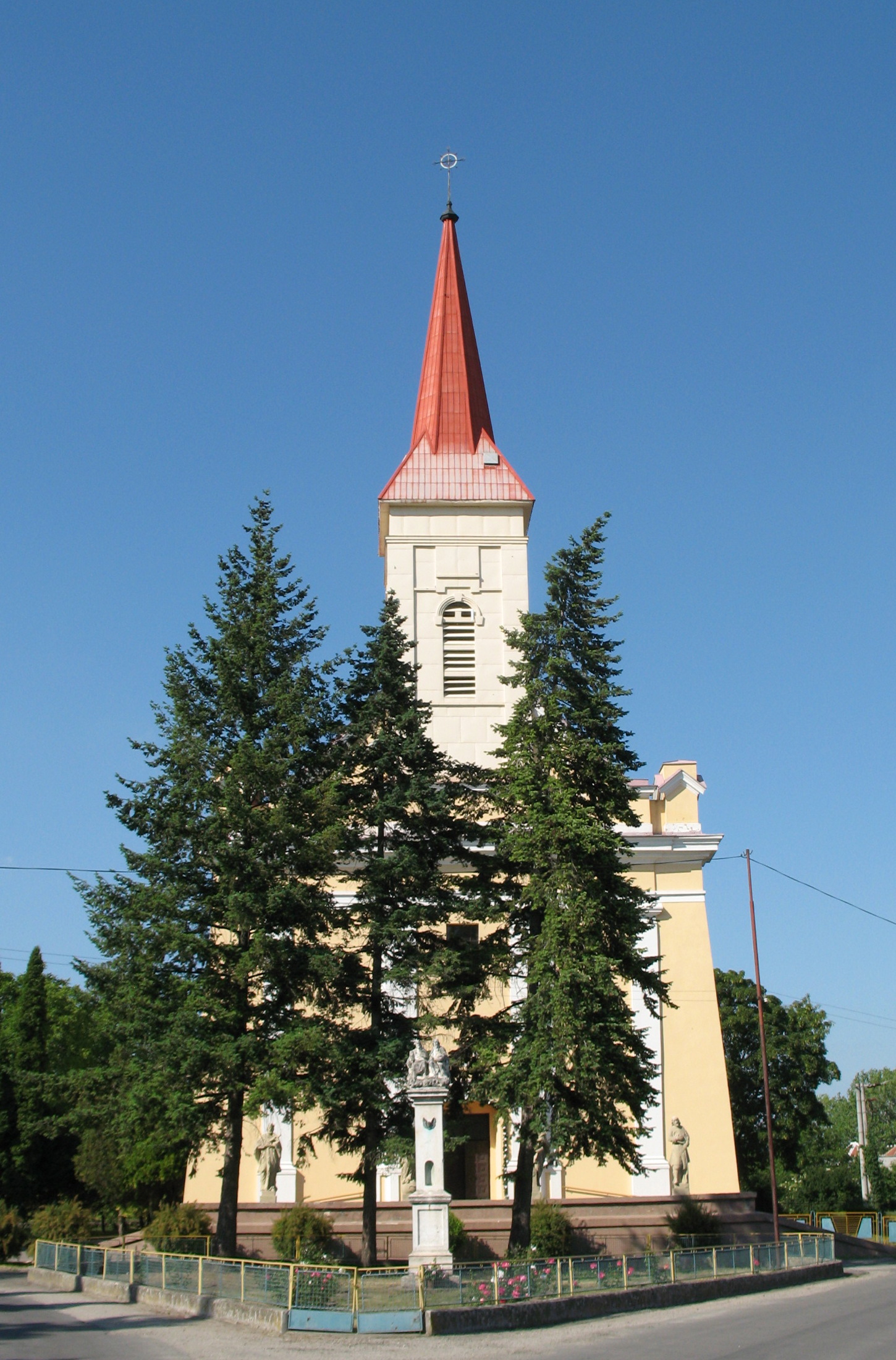
Església de Santa Elisabet (del 1751)
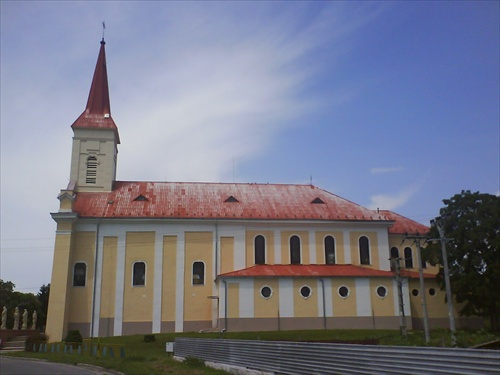
Pujada a l'església
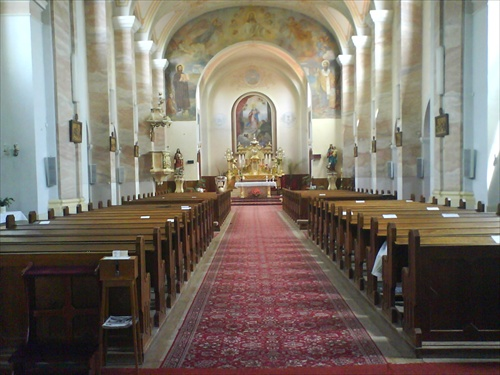
Interior de l'església
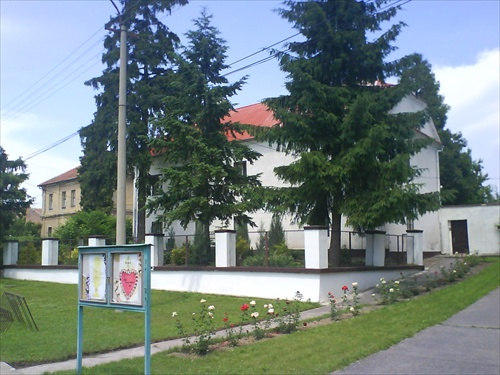
Parròquia
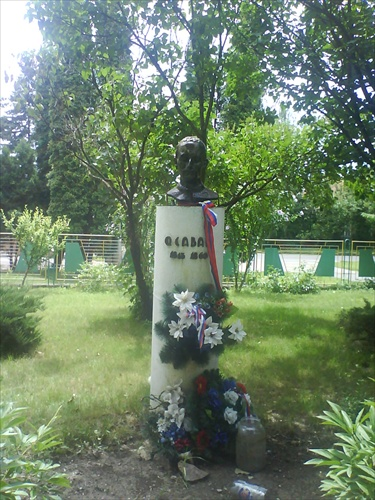
Bust d'Ondrej Caban
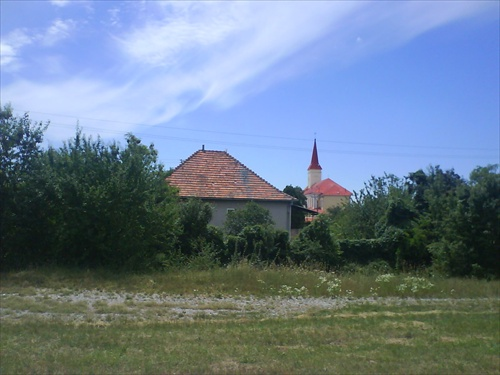
Casa dels afores